# Sylvia Bongo Ondimba
Sylvia Valentin Bongo Ondimba (Paris, 11 de março de 1963) é uma empresaria e esposa de Ali Bongo Ondimba e tornou-se primeira-dama após a posse de seu marido como presidente do Gabão em 16 de outubro de 2009.
Ela criou a Fundação Sylvia Bongo Ondimba para a Família, em janeiro de 2011. Em 30 de agosto de 2023, seu marido, Ali Bongo, foi deposto após catorze anos de governo, encerrando sua função como primeira-dama.

## Histórico
Nascida em Paris, filha de Édouard Valentin e Aimée Baudier, conheceu o continente africano ainda criança. Sylvia Valentin tinha apenas dois meses quando seus pais foram transferidos para Douala a trabalho. Passou a maior parte da infância nos Camarões, antes de a família fixar residência na Tunísia. Finalmente a família se instalou no Gabão em 1974.
O seu pai, empresário francês, criou o grupo Omnium Gabonais d'Assurances et de Réassurances (OGAR) em 1976 e tornou-se um dos líderes empresariais franceses mais poderosos no Gabão, diretor-executivo do grupo segurador Omnium gabonais d'assurances et de réassurances Vie (Ogarvie).
Sylvia Valentin frequentou o Institut Immaculée-Conception em Libreville até ao bacharelado. Depois de estudar gestão em França, regressou ao Gabão, onde iniciou uma carreira no setor imobiliário.
Em 1988 conheceu Ali Bongo Ondimba, com quem se casou em 2000. Juntos, eles têm três filhos: Noureddin, Jalil e Bilal. Ela se converte ao Islã e se torna Nedjma.
Em 30 de agosto de 2023, Ali Bongo foi deposto por um golpe de Estado. Os advogados de Sylvia Bongo Ondimba apresentam queixa contra a detenção “arbitrária” da sua cliente. A Jeune Afrique indica que «a ex-primeira-dama, franco-gabonesa, foi regularmente alvo, juntamente com o seu filho Noureddin, de acusações da oposição, da sociedade civil e de alguns meios de comunicação locais que afirmavam que, desde o seu acidente vascular cerebral, Ali Bongo estava muito debilitado e “manipulado” por alguns de seus “parentes” ».